# Markland
Pour les articles homonymes, voir Markland (homonymie).

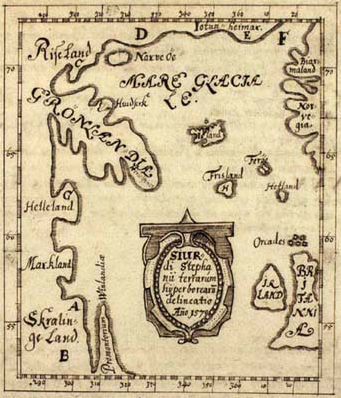
La carte de Skálholt (1570).

Markland est le nom donné à une terre inconnue, découverte par Leif Erikson alors qu'il explorait l'Amérique du Nord, cette exploration étant narrée dans la Saga des Groenlandais.

## Toponymie
Markland signifie « terre des arbres ». Leif Ericson décrivit "Un pays plat, boisé, coupé de larges bandes de sable". Ses compagnons, Bjarni Herjólfsson parle d'une "côte basse couverte de forêts" quant à  Thorfinn Karlsefni, il décrit une "région de grandes forêts peuplées d'ours nombreux".

## Historique
On suppose que cette terre est le Labrador, recouvert d'une dense forêt boréale. D'après la saga, Ericsson y coupa des arbres et les amena au Groenland, qui en était alors quasiment dépourvu. Encore en 1347, un petit navire groenlandais chargé de troncs d'arbres monté par dix-sept ou dix-huit hommes fut directement poussé par la tempête du Markland jusqu'en Islande où il aborda, ce qui laisse supposer des relations longtemps maintenues, toujours pour s'approvisionner en bois.[réf. souhaitée]
Si des fouilles archéologiques confirment la présence des Scandinaves relatée dans les sagas, il semble néanmoins qu'aucune véritable colonisation n'ait été tentée.
Dans un ouvrage intitulé Les Conquérants de la Terre verte, Hermé (1985), l'écrivain français Daniel Lacotte raconte la découverte et la fondation de la nation groenlandaise par le chef viking Erik le Rouge, puis la découverte du Labrador par son fils Leif Ericson (Leif l'Heureux).
Dans un recueil de la première moitié du XIVe siècle intitulé Cronica universalis, le moine dominicain italien Galvano Fiamma mentionne une terra que dicitur Marckalada, située à l’ouest du Groenland. Identifié comme le Markland évoqué par les sources islandaises, il s'agirait de la première mention du continent américain dans la région méditerranéenne, bien avant Christophe Colomb.